# Вибір богів
«Вибір богів» (англ. A Choice of Gods) — науково-фантастичний роман Кліффорда Сімака, вперше опублікований 1972 року.

## Зміст
Твір розбитий на глави, деякі з яких є записами із щоденника діда головного героя Джейсона Вітні.
1
Початок щоденника 1 серпня 2185:
50 років як невідома сила забрала з Землі усіх людей окрім племені індіанців біля озера Ліч, 
жителів одного старомодного будинку неподалік Міннеаполіса (всього 76 людей), серед яких брати Джон і Джейсон Вітні
та пари десятків людей на Західному узбережжі.
Їм довелося виживати використовуючи полишені запаси, а потім перейти до натурального господарства та полювання.
Мешканцям будинку допомагали по господарству роботи, яких індіанці сторонились і вважали «не чистими».
Декілька роботів, яким не знайшлось роботи в господарстві, зайняли місцевий університет,
і за власною ініціативою звозили туди всі найцінніші книги і витвори мистецтва для збереження.
А після цього вирішили заснувати християнський монастир і стати монахами.
Залишені люди перестали старіти і змогли проживати по декілька тисяч років.
Через 2 тисячі років у мешканців будинку з'явились тепепатичні здібності і здатність телекінетично подорожувати космосом і вони майже всі переселились на інші планети, зрідка провідуючи Землю.
У індіанців розвинулась здатність спілкуватись з тваринами і рослинами.
2
Пройшло приблизно 5 тисяч років.
Єдиному живому мисливцю з Західного узбережжя здається, що він вбив ведмедя.
Із мешканців будинку залишилось тільки літнє подружжя Джейсон та Марта Вітні та хатній робот Тетчер.
Марта любить проводити час в телепатичних розмовах з родичами на інших планетах.
Вечірня Зоря — праправнучка вождя Горація Червоної Хмари спілкується з тваринами.
Робот-монах Езекія розмірковує чи можуть роботи без душі служити Богу?
3
Горацій відвідує Джейсона, вони обговорюють господарські справи та те як земляни перестали бути технологічною расою.
Джейсон розказує, що родичі переказали Марті, що в центрі Галактики живе зло.
Горацій просить Джейсона розібратись з інопланетянином-туристом.
Оскільки всі інопланетяни та люди (окрім індіанців) — телепати, тож Горацій «не чує» туриста.
Горацій просить дозволу для Вечірньої Зорі навчатись в бібліотеці Джейсона.
4
Вечірня Зоря спілкується з природою і зустрічає Мисливця із Західного узбережжя.
Той розказує, що внутрішній голос покликав його сюди.
5
Джейсон спілкується з інопланетянином-туристом. Той має вигляд купи червів.
Він дізнався про концепцію душі із розмови з одним із мандрівних телекінетиків-землян, і прибув розшукувати її.
З космосу повертається брат Джейсона — Джон.
6
Журнал 2 вересня 2185: На Землі було 8 млрд. людей і вона потерпала від перенаселення та нестачі ресурсів.
Можливо жителі будинку не були перенесеними через те, що не потерпали від тісноти і бідності.
І через простоту і функціональність їхнього будинку.
Чи можливо що існує галактичний розум, що запобігає недопустимим шляхам розвитку суспільства?
7
Езекія рятує пораненого Мисливця.
8
Джон розповідає про вилазку до центра Галактики, там живе не зло, а дещо інше — Принцип.
Це — найвища байдужість, байдужість супер-розуму, супер-розум без людяності.
9
Тетчер повідомляє Вечірній Зорі про врятованого Мисливця.
10
Джон розповідає, що поряд з Принципом знайшов три планети в сусідніх зоряних системах,
заселених потомками людей, перенесеними з Землі.
Вони також отримали подовжене життя, завдяки якому за 300 років відновили рівень своєї цивілізації
і надалі сильно просунулись в технологічному плані.
Але вони не набули парапсихічних здібностей, і тому не відчувають сусідства Принципу.
Люди якимось чином дізнались про Землю і можливості землян і мають намір заселити Землю знову.
Джейсон припускає, що, можливо, Принцип проводив експеримент, і для його чистоти,
він переселив людей на нову планету з ресурсами, але не змінював людей.
На всіх трьох планетах розвинулись однакові технологічні цивілізації.
Земляни починають тривожитись за майбутнє Землі.
11
Журнал 19 квітня 6135:
Мандрівні родичі висадили біля будинку музикальні дерева. З часом дерева почали занепадати.
12
Мисливець вийшов зі свого тіла і полікував дерева.
13
Джонатан з Езекією обговорили небезпеку заселення Землі.
14
Журнал 18 вересня 2185:
Чотири роботи збирають твори мистецтва і книги до університету Мічигану.
15
Джонатан збирається до роботів в Мічиган.
16
Мисливець Девід Хант згадав і розказав Вечірній Зорі, що він не вбивав медведів,
а зробив з ними щось подібне як з деревами.
Він розказав, що земляни Західного узбережжя покинули континент втікаючи від Темного Ходуна, 
який з'явився в ніч коли пропали люди.
Розповідається, як за 5 000 років із 300 індіанців утворились багатотисячні племена.
А з мешканців будинку з'явились тисячі мешканців далеких планет.
17
Марта розповідає колишнім мешканцям будинку про повернення Людей.
18
Журнал 9 жовтня 3935:
Дід Джейсона розмірковує про переваги і небезпеки нових здатностей землян.
Описує подарунки від мандрівників.
Він переконаний, що це новий рівень розвитку людини.
19
Джейсон розмірковує чому Принцип вибрав нашу галактику.
20
Джейсон, Горацій і Езекія відвідують роботів.
Робот Стенлі повідомляє, що вони тепер конструюють супер-робота, називається Проект.
Який тепер сам керує своїм будівництвом. Він вже скористався всіма зібраними культурними надбаннями землян.
За 5000 років у роботів зявились нові цінності і вони не дуже раді новині про повернення Людей.
Джейсон гадає, хто лякав мисливців на Заході, роботи чи інопланетяни?
Стенлі повідомляє, що Проект тепер спілкується з кимось з центру Галактики.
21
Мисливець відчуває, що в лісі хтось страждає.
Це інопланетянин-турист. Мисливець «виліковує» туриста.
В цей момент Вечірня Зоря може бачити ціль існування всесвіту і роль життя.
Після цього інопланетянин отримує «внутрішнє світло».
22
Джейсон розмірковує, що потужний комп'ютер здатний не тільки краще комунікувати, а і ширше розуміти.
Проект відмовляється допомагати і заявляє, що людство є тимчасовим  фактором і його не цікавить.
23
Вечірня Зоря розмірковує, що причиною подій в лісі можуть бути її почуття до Девіда.
24
Журнал 29 листопада 5036.
Дід описує похорони дружини. Службу проводить Езекія.
Робот, а не людина підтримує існування не тільки християнства, а і саме поняття релігії.
Дід припускає, що напевно існує вселенський план, і нова віра має бути про нього.
25
Джейсон думає про небезпеку для племен індіанців.
Причина небезпеки — власність на землю, якої нема в індіанців і роботів.
Люди викликають Джейсона по радіо. Він збирає всіх.
26
Девід йде в подорож. Інопланетянин слідує за Девідом.
Девід розуміє, що з нього б'є потужний потік співстраждання, що зцілює всіх знедолених.
27
Джейсон веде переговори по радіо.
28
Джейсон, Джон, Марта та Езекія обговорюють як Люди дізнались про Землю.
29
Приземляються Люди: Рейнолдс і Гарісон. Їх одразу зацікавили парапсихічні досягнення землян.
30
Журнал 23 серпня 5152.
Дід розповідає, як після втрати багатьох речей, життя стало краще.
Він вважає, що нові здібності це лише перший крок.
Хоча земляни не можуть пояснити їх походження, він вірить що колись вони стануть подібні богам
і зможуть управляти устроєм всесвіту. 
31
Люди хочуть торгувати технологіями.
Джейсон заявляє, що в них немає нічого потрібного землянам,
оскільки не можливо мати розвинуту парапсихічну і технологічну цивілізацію одночасно.
Парапсихічній цивілізації технологія зайва.
Люди ображають землян, називаючи їх печерними людьми.
Джейсон відповідає, що Земля повернулась до свого первозданного вигляду, і було б жаль бачити її знову пограбованою.
І що злочини проти індіанців не повинні повторитись.
Він не вірить в розповіді Людей про тугу за батьківщиною,
а впевнений, що вони прибули з корисною метою отримати здатності телепатій і миттєвих подорожей в любу точку всесвіту,
щоб збільшити свої прибутки і міць своєї цивілізації.
Він звинувачує їх, що вони приносять все в жертву прогресу. А чим саме є їх прогрес?
32
Девід повертається і за кораблем йому ввижається Темний Ходун.
Він атакує його, а це лише корабель.
Прибулець заспокоює його.
33
На переговорах Стенлі повідомляє, що Проект зараз спілкується з розумом в центрі Галактики.
І передає звідти повідомлення:
«Залиште Землю. Будь-яке втручання заборонене. Вона частина експерименту».
Джейсон розуміє, що залишені земляни були контрольними групами.
Джейсон задоволений тим, що Принцип, ймовірно, не розраховував на розвиток людських якостей у роботів.
34
Темний Ходун — це привид знищеної цивілізації.
Джейсон впевнений, що це Проект ініціював втручання Принципа.
Можливо Проект вже є якоюсь новою живою формою.
І Проект тепер є ближчим до Принципа ніж до людей.
В експерименті Принципа найголовнішим результатом є індіанці.
Інопланетянин подякував Девіду через Джейсона (оскільки Девід не був телепатом) і покинув планету.
Інопланетянин сказав, що Девід наділив його душею.
На думку Джейсона, душа — це стан розуму. Він поділився цим з Езекією.
Езекія розмірковував про те що сказав йому Джейсон і дійшов до висновку, що бог це Принцип.